# Grapska Gornja
Grapska Gornja (en serbe cyrillique : Грапска Горња) est un village de Bosnie-Herzégovine. Il est situé sur le territoire de la ville de Doboj et dans la république serbe de Bosnie. Selon les premiers résultats du recensement bosnien de 2013, il compte 1 668 habitants.

## Géographie
Le village est situé sur les bords de la Grapska rijeka.

## Démographie

### Évolution historique de la population dans la localité
| 1948 | 1953 | 1961  | 1971  | 1981  | 1991  | 2013  |
| ---- | ---- | ----- | ----- | ----- | ----- | ----- |
| -    | -    | 1 685 | 1 958 | 2 211 | 2 297 | 1 668 |

|  |

### Communauté locale
En 1991, Grapska Gornja faisait partie de la communauté locale de Grapska qui comptait 2 791 habitants, répartis de la manière suivante :